# Günther Maul
Günther Edmund Maul, född 7 maj 1909 i Frankfurt am Main, död 28 september 1997 i Funchal, var en tysk taxidermist och ichtyolog.
Maul kom till Madeira i december 1930 för att arbeta som taxidermist vid Museu Municipal do Funchal, som öppnade för allmänheten 1933. Han utsågs till direktör för museet 1940, en position han behöll fram till sin pensionering 1979. Han fortsatte dock med sin forskning till strax före sin död. Han startade två tidskrifter (Boletim do Museu Municipal do Funchal 1945 och Bocagiana 1959) och öppnade museets akvarium för allmänheten 1959. Han deltog även i flera expeditioner, inklusive med det franska batyskafet Archimède 1966 och han organiserade den första breddvetenskapliga expeditionen till Ilhas Selvagens 1963. Han utsågs till hedersdoktor av Universidade da Madeira 1995.
Han beskrev ett flertal fiskarter (som Himantolophus albinares, Coryphaenoides thelestomus, Macruronus maderensis, Rouleina maderensis och Argyripnus atlanticus) och har fått minst tre arter och ett släkte fiskar (Himantolophus mauli Bertelsen & Krefft, 1988, Pollichthys mauli (Poll, 1953) och Maulisia mauli Parr, 1960) en fossil uggla (Otus mauli) och en fjäril (Acrolepiopsis mauli) uppkallade efter sig.